# Spinális izomatrófia
A spinális izomatrófia vagy gerinc eredetű izomsorvadás (angolul spinal muscular atrophy, rövidítve SMA) egy ritka öröklődő betegség, amit az SMN gén hibája okoz, és a gerincvelő mozgató idegsejtjeinek a fokozatos elvesztését eredményezi. Az idegsejtek pusztulása fokozatos izomgyengeséget, sorvadást okoz a kapcsolódó izmokban. A leggyakrabban és legelőször érintettek a nyak és a törzs tartását végző izmok, majd a láb és karok azon izmai, amelyek a mozgásért felelnek, végül a bordákhoz kötődő, légzést támogató izmok.

## Diagnózis
Az SMA-betegek általában teljesen egészségesnek tűnnek születéskor. A tünetek a legsúlyosabb forma (1-es típus) esetén három hónapos kor környékén jelennek meg először. Közepesen súlyos (2-es típus) esetben egy- és kétéves kor között, kevésbé súlyos esetekben később illetve ritkán már csak felnőtt korban jelentkeznek az első jelek. A betegség diagnózisát genetikai teszt alapján lehet megállapítani, amennyiben az izomvizsgálatok során az alapos gyanú felmerül.

## Betegségtípusok
Az SMA-betegek a betegség súlyossága szerint típusokra oszthatók. Az egyes típusok eltérő súlyosságát genetikai eltérések okozzák, azonban minden esetben ugyanaz a gén a felelős a betegségért, és azonos a hatásmechanizmus is. Az 1-es típusba (SMA I) tartozó betegek nem tudnak megtanulni ülni. A második típusba (SMA II) tartozó betegek képesek segítség nélkül ülni, esetenként állni is, de sosem tanulnak meg járni. A harmadik típusba (SMA III) tartozó betegek megtanulnak járni, azonban a betegség megjelenésével ezt a képességüket elveszítik és kerekesszékbe kényszerülnek. Létezik egy nagyon ritka, még enyhébb forma (SMA IV), amely csak felnőttkorban jelentkezik és izomgyengeséget okoz.

## Kezelése
A Zolgensma nevű génterápiás gyógyszert 2019 májusában engedélyezték az Egyesült Államokban. Emellett az izom- és mozgásfunkció fokozódó romlása lassítható megfelelő gyógytorna segítségével. Elméletileg a betegség ellen hatásos lehet az elvesző idegsejteket pótló őssejtkezelés, azonban ilyen kezelés egyelőre nem érhető el. Az Egyesült Államokban a közeljövőben[mikor?] terveznek egy erre vonatkozó klinikai tesztet elindítani.
A betegség genetikai sajátosságai alapján folyamatban van több ígéretes hatóanyag kutatása, ezekkel a klinikai tesztek 2010 körül kezdődhettek el.
2005 és 2008 között az Egyesült Államokban klinikai teszten vizsgálták a valproinsav és karnitin hatóanyag együttes hatását II-es és III-as típusú betegek esetén. Bár általánosan pozitív eredményt nem találtak, azonosítottak egy betegcsoportot, ahol nagy valószínűséggel hatásos lehet a készítmény. Ez a betegcsoport azokból a gyerekekből áll, akik a kezelés megkezdésekor még nem érték el a hároméves kort, legalább egy éven keresztül kapták a készítményt, és nincsenek elhízva. Valproinsavat tartalmaz a Convulex szirup készítmény, amelyet epilepsziás betegek kezelésére használnak, de a fentiek miatt SMA-betegek közül is többeknek felírták már. 2017 szeptembere óta az EU-ban is van elérhető gyógyszeres kezelés. Magyarországon 2018-ban kezdődött el az I-es II-es típusú beteg gyermekek kezelése, a nusinersen hatóanyagú SPINRAZA nevű gyógyszerrel. A kezelés a 0. 14. 28. és 63. napon lumbálisan beadott feltöltő kezeléssel kezdődik, majd ezt követően minden 4. hónapban ismételni kell a kezelést, a beteg élete végéig. A kezelést, Magyarországon, 2018 közepéig körülbelül 16 gyermek kaphatta meg a rendkívül magas ára miatt, ami ampullánként (kezelésenként) nagyjából 22 000 000 magyar forintot tesz ki.[forrás?]

## Következmények
Minden SMA-betegnek fokozódó mozgáskorlátozottsággal és a legsúlyosabban érintetteknek légzési komplikációkkal is számolniuk kell. A korábbi tapasztalatok azt mutatták, hogy az ebben a betegségben született legsúlyosabb, 1-es típusú SMA-ban szenvedő gyerekek – az összes SMA beteg közel fele – nem érték meg a kétéves kort.